# Stor-Sillret
Stor-Sillret är en sjö i Älvdalens kommun i Dalarna och ingår i Dalälvens huvudavrinningsområde. Sjön har en area på 0,13 kvadratkilometer och ligger 509,4 meter över havet. Sjön avvattnas av vattendraget Guttan.

## Delavrinningsområde
Stor-Sillret ingår i det delavrinningsområde (686991-132547) som SMHI kallar för Mynnar i Dalälven. Medelhöjden är 530 meter över havet och ytan är 5 kvadratkilometer. Räknas de 20 avrinningsområdena uppströms in blir den ackumulerade arean 322,56 kvadratkilometer. Guttan som avvattnar avrinningsområdet har biflödesordning 2, vilket innebär att vattnet flödar genom totalt 2 vattendrag innan det når havet efter 486 kilometer. Avrinningsområdet består mestadels av skog (61 procent). Avrinningsområdet har 0,13 kvadratkilometer vattenytor vilket ger det en sjöprocent på 39 procent.